# Santa Tuomi
Santa Tuomi (30 de mayo de 1897 – 23 de abril de 1975) fue una actriz finlandesa. 

## Biografía
Su verdadero nombre era Santa Valborg Roth, y nació en Porvoo, Finlandia. Como actriz teatral, trabajó en teatros de Oulu (Oulun Työväen Näyttämö), Helsinki (Helsingin Työväen Teatteri) y Víborg. En esta ciudad actuó en el Viipurin Näyttämö y en el Viipurin Työväen Teatteri, donde representó la obra Häitten jälkeen y fue Bianca en Otelo en el otoño de 1926. En la primavera de 1928 también actuó en la pieza de Franz Schubert Wieniläistyttöjä. Además, en el Helsingin Työväen Teatteri fue directora el 6 de diciembre de 1942 de la representación de Pohjalaisia.
En su faceta cinematográfica, junto a su marido, Arvi Tuomi, actuó en 1943 en la película Miehen kunnia.
Santa Tuomi falleció en Helsinki, Finlandia, en el año 1975. Ella y Arvi Tuomi fueron padres del actor Rauli Tuomi y la actriz Liisa Tuomi.

## Filmografía[1]
- 1942 : Puck
- 1943 : Syntynyt terve tyttö
- 1943 : Miehen kunnia